# Astragalus merkensis
Astragalus merkensis är en ärtväxtart som beskrevs av Rudolf V. Kamelin och S.S. Kovalevskaja. Astragalus merkensis ingår i släktet vedlar, och familjen ärtväxter. Inga underarter finns listade i Catalogue of Life.